# 徐谟

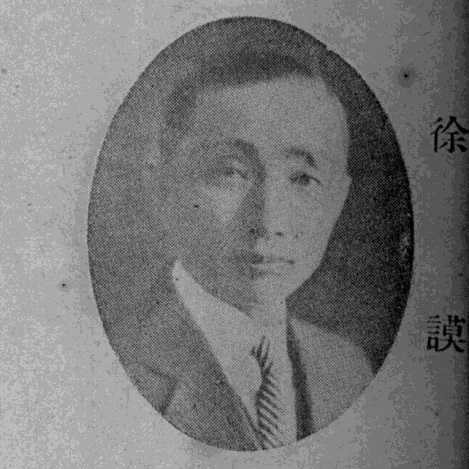

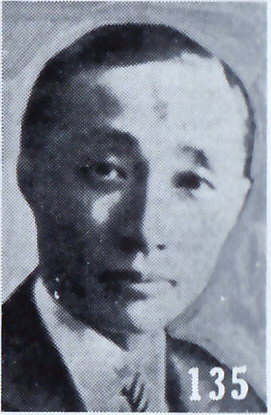
徐谟

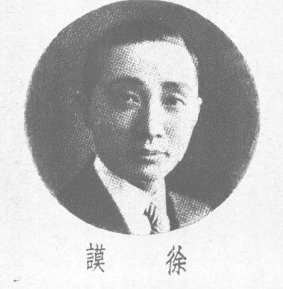

徐谟（1893年10月21日—1956年6月28日），字叔谟，江苏吴县人，中華民國法学家、政治学家，外交官。曾任国际法院法官，是首位出任国际法院法官的中国人。

## 生平
1893年10月21日（光绪十九年农历九月十二日），徐谟生于江苏吴县。其父为当地中学教师。其母江兰陵是“兰陵女校”的创办者。徐谟早年即就读于兰陵学堂。1904年他11岁时随父亲到上海，入读南洋公学附属小学，后升入南洋公学。1914年考入天津的北洋大学法律系。1915年，徐谟先后发起成立北洋大学英语辩论会、国语演讲会并担任首届会长。1917年自北洋大学毕业，获法学学士学位。 毕业后他回到江苏，在江苏省省立扬州第八中学任英语教师。
1918年，他在北京通过司法考试。1919年9月，北洋政府举办外交官招聘考试，徐谟以第一名的成绩被录取。1920年1月，他被派往华盛顿中国驻美国公使馆见习。1921年至1922年，在华盛顿会议上担任中国代表团秘书，受中国代表团团长王正廷器重。
1922年，他获美国喬治华盛顿大学 （页面存档备份，存于）法学硕士学位。1922年7月至1926年，他在南开大学政治系任法学、政治学教授。1924年，他当选文科书记，1925年当选文科主任。在南开大学任教期间，他受到校长张伯苓的信赖。在这期间，他成为了天津律师协会会员，并任天主教天津教区所办的《益世报》主编。
1926年他离开南开大学，在上海挂牌当律师。1927年2月，上海公共租界在中国要求司法独立、废除领事裁判权、取消不平等条约的压力下设立临时法庭，徐谟被聘为临时法庭法官。此后，他又调任镇江地方法院院长。
1927年4月南京国民政府成立。徐谟由其在北洋大学的同学金问泅推荐，进入中华民国外交部任参事。1929年至1932年1月，他任外交部欧美司司长，并一度任废除上海治外法权的特别外交专员。在该期间，他协助外交部长王正廷收回威海卫，并与法国达成关于北部湾的协议，与日本签订一项关税新协定，与希腊、波兰、捷克斯洛伐克签订了商务条约。
1931年9月，九一八事变爆发，日本侵占中国东北，后又进攻上海。从1931年下半年起，徐谟先后担任外交部亚洲司代理司长、外交部常务次长、外交部政务次长。在这期间，他还兼任过中央政治学校 （页面存档备份，存于）(國立政治大學前身)外交系主任、考试院典试委员会高等考试典试委员会委员等项职务。他对1932年至1941年间中国对外政策的制定和实施起过重要作用。
1941年，徐谟经请求，得以出任中国驻澳大利亚公使。1943年，他获得墨尔本大学授予的名誉法学博士学位。1944年11月，徐谟离开澳大利亚，调任中国驻土耳其大使。
此后，徐谟作为资深法律专家，应邀参与制定二战后规划工作。1945年初，他参加了法律委员会工作，于4月9日到21日在华盛顿参加会议，起草筹备成立国际法庭的草案。后在旧金山会议上，他作为联合国宪章起草委员会处理国际纠纷部分的中国代表，曾起到积极的建设性作用。
1946年，徐谟当选为联合国国际法院法官，任职三年（至1949年）。1948年他任职将满三年之前一年又连选连任。1956年，他还当选为国际法学会副会长。1956年6月28日，徐谟因心脏病突发，在国际法院法官的任上于荷兰海牙去世，终年63岁。

## 著作
- Notes on China's Diplomatic History